# Svartebro
Svartebro är ett naturreservat i Ljungby kommun i Kronobergs län.
Området är 32 hektar stort och avsattes som domänreservat 1952 men ombildades 1996 till naturreservat. Det ligger vid Murån och dess utlopp i södra delen av sjön Bolmen. Kring ån finns våtmarker och orörd skog.

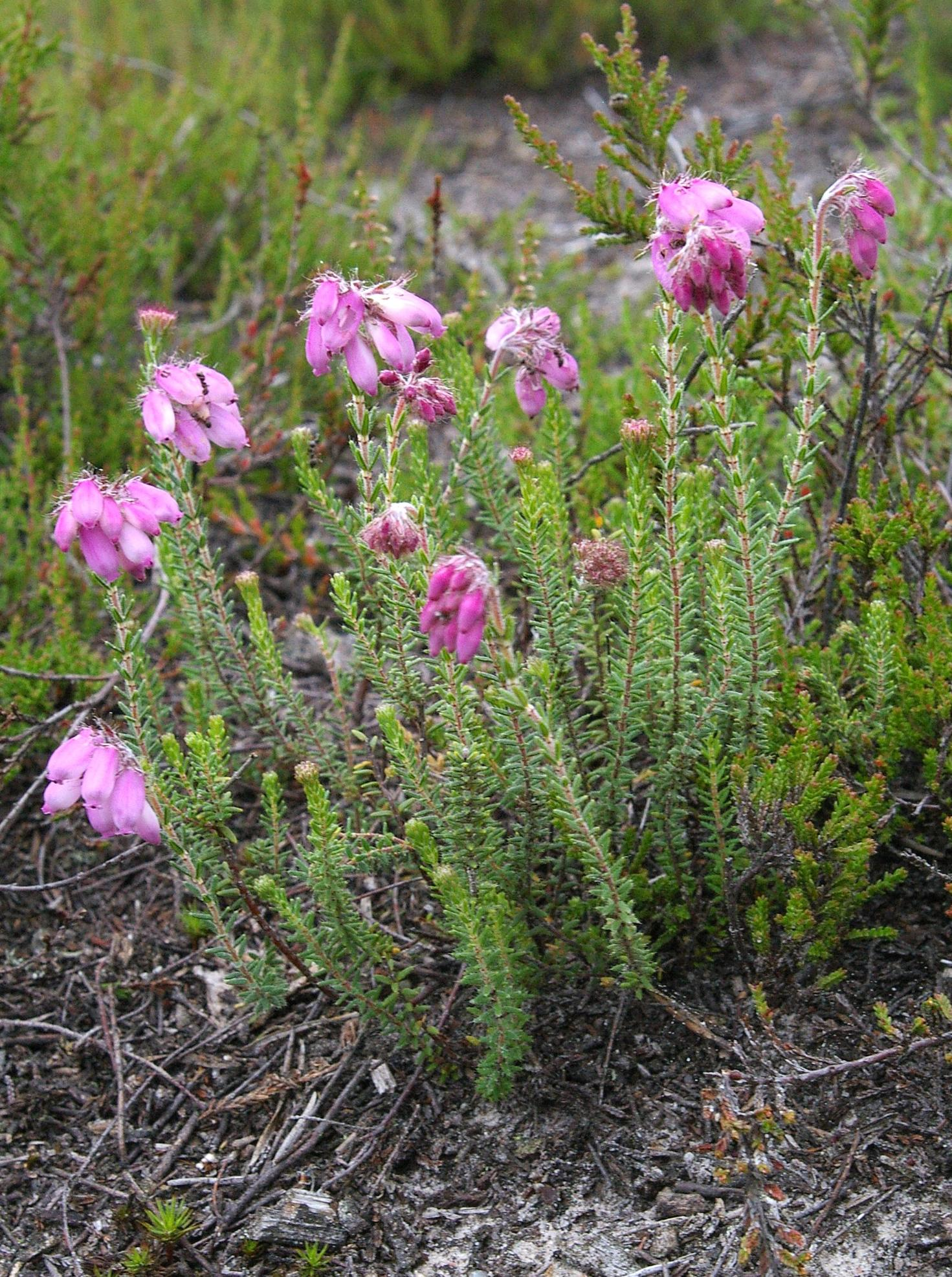
Klockljung

Hela reservatet domineras av myrmark. Skogen är gammal och består av tall och gran. Ett stort antal döda träd förekommer och här finns kryptogamer och insekter. Inom området finns knärot och flera arter av lummer. På myren växer ljung, klockljung, tuvdun, småsileshår och tuvsäv. Inom området häckar duvhök.